# River Eea
Der River Eea ist ein Fluss in Cumbria, England.
Der River Eea entsteht in Cartmel; er fließt zunächst in nördlicher Richtung, wendet sich dann nach Westen, um sich dann schließlich nach Süden zu wenden. Er fließt in generell südlicher Richtung bis südöstlich von Cark-in-Cartmel, wo er sich erneut nach Westen wendet und in dieser Richtung bis zu seiner Mündung in die Irische See fließt.